# CC 14500
Les CC 14500 sont un projet de locomotives électriques françaises, destinées à circuler sous courant alternatif monophasé 25 kV 50 Hz.
Dérivées des CC 21000 dont elles reprennent les seuls équipements monophasés, elles doivent assurer les services de certains trains rapides dans l'est de France ainsi que dans le tunnel sous la Manche alors en discussion. Les progrès dans la technique de l'électronique de puissance, qui marque la construction et le succès des BB 15000, ainsi que le report de la construction du tunnel entraînent l'arrêt de ce projet.

## Historique

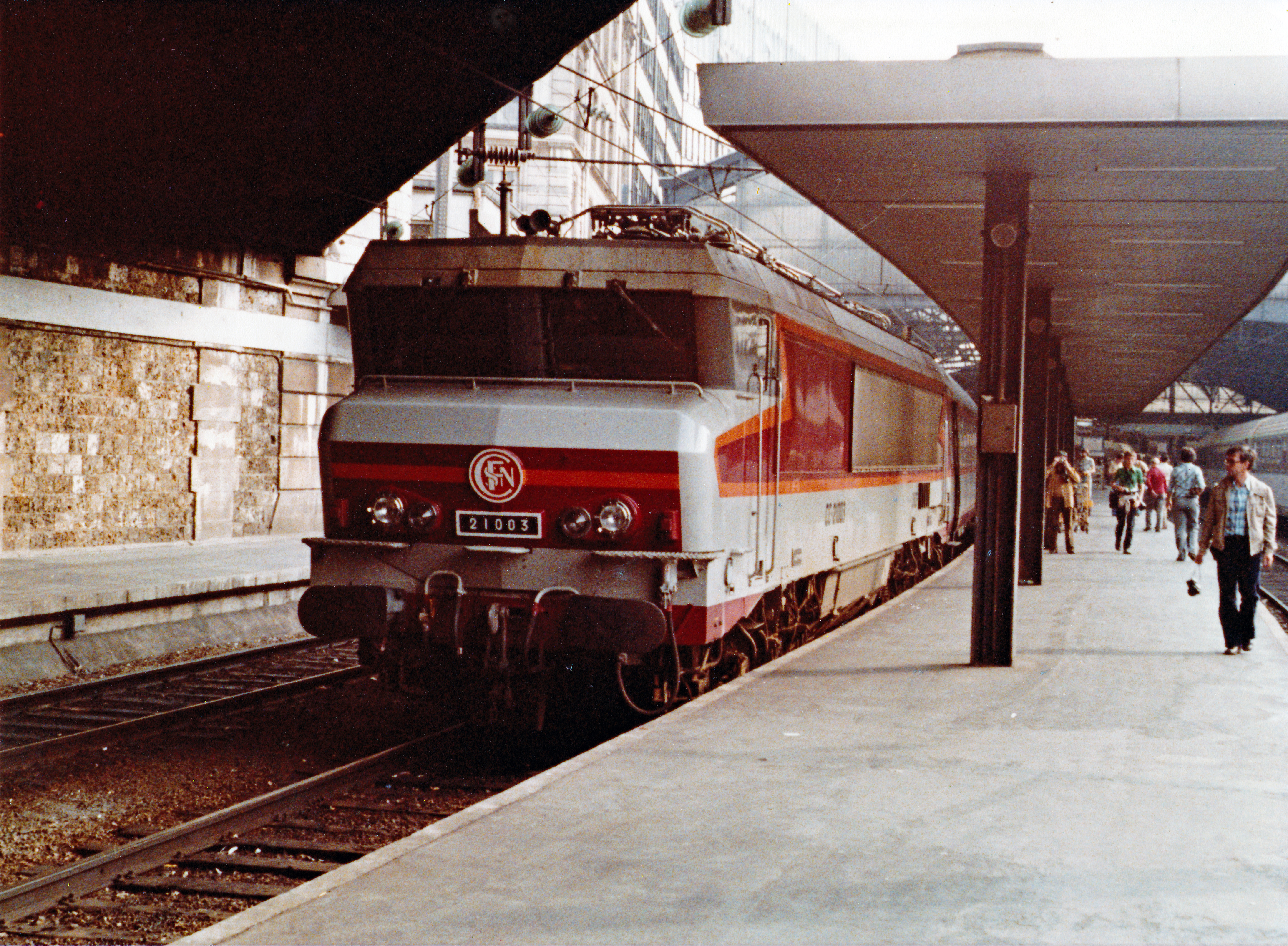
CC 21003.

Le projet des CC 14500 naît au milieu des années 1960. Il est alors prévu, de la même manière que cela s'est fait pour des séries plus anciennes, de décliner la même base mécanique en trois types de locomotives. Les versions monocourant continu (CC 6500) et bicourant (CC 21000) sont commandées en 1966. Reste à concevoir la version monocourant alternatif monophasé qui doit, selon l'usage, porter le numéro de série de CC 14500. Cette locomotive doit être beaucoup plus puissante que les BB 16000 déjà en service mais qui montrent leurs limites en termes de puissance et de vitesse dans certaines conditions de circulation.
La mise au point des thyristors et le développement de l'électronique de puissance font de gros progrès au début des années 1970 et permettent d'obtenir avec une locomotive de type BB des efforts de traction comparables à ceux proposés par une CC équipée de composants électrotechniques, beaucoup plus lourde et plus agressive pour les voies. La mise en service des premières BB 15000 en 1971 rend définitivement obsolètes les options techniques retenues pour les CC 14500. Le projet est donc logiquement abandonné.
La CC 21003 est temporairement transformée en prototype destiné à circuler exclusivement sous tension alternative monophasée (11 kV / 25 Hz) sur le réseau de l'Amtrak. La machine est renommée X996, mais ses quelques mois d'essais en 1977 aux États-Unis ne sont pas concluants, notamment à cause des voies américaines peu adaptées à une CC. Dans sa version prototype, avant d'être remise au type, cette locomotive fut la seule de cette famille spécifiquement équipée pour circuler exclusivement sous tension alternative monophasée.

## Caractéristiques
Les CC 14500 doivent bénéficier de la même caisse et des mêmes bogies monomoteurs avec deux régimes de vitesse (100 et 220 km/h) que les CC 21000 ; ces moteurs de traction sont alimentés en courant continu. Elles doivent également en reprendre l'équipement électrique monophasé (thyristors et pont redresseur). Si les dimensions restent les mêmes, la masse des CC 14500 n'est que de 114 t contre plus de 123 t pour les CC 21000. Leur puissance continue est de 5 900 kW, comme pour les CC 6500 et 21000.

## Services envisagés
En 1967, les gouvernements français et britannique lancent un appel d'offres pour la construction d'un tunnel ferroviaire sous la Manche. Alsthom et MTE, constructeurs des CC 6500 et CC 21000, souhaitent se positionner pour fournir les locomotives remorquant les trains dans ce tunnel électrifié en courant alternatif monophasé 25 kV 50 Hz ; le projet du tunnel ne se concrétise toutefois que plus de deux décennies plus tard.
La circulation de trains à 200 km/h entre Paris et Strasbourg est un moment envisagée au milieu des années 1960 : circulations d'essai en décembre 1966 avec une BB 25200 jusqu'à 211 km/h sur la ligne Paris-Strasbourg parcourue en 3 heures 14 minutes aussi bien au retour qu'à l'aller ; essais analogues en 1977 avec une BB 15000. Mais le projet n'a pas abouti.